# Enrico dell'Alto Rheingau
Enrico (740 – Lüne, 5 maggio 795) considerato come capostipite dei Popponidi, fu graf dell'Alto Rheingau, di Lahngau, di Oberrheingau e abate laico nel 784 dell'abbazia di Mosbach. Nel 764 co-fondò l'abbazia di Lorsch.

## Biografia
Egli era figlio di Cancoro, conte di Esbaye, e di Angila. 
Enrico era un leader delle forze di Carlo Magno nelle sue guerre contro i sassoni e fu ucciso dagli slavi obodriti nel corso della battaglia di Lüne e dell'Elba. 

## Famiglia e figli
Enrico sposò Eggiwiz di una famiglia sconosciuta. La coppia ebbe due figli: 
- Enrico (*765 †812), conte di Saalgau
- Bubo di Grabfeldgau (*763 †795).

Enrico fu il nonno di Poppone I di Grapfeld attraverso suo figlio e omonimo, e quindi considerabile come il primo dei Popponidi. 